# Lac Chicobi
Pour les articles homonymes, voir Chicobi.
Le lac Chicobi est un plan d'eau douce au centre du territoire non organisé de Lac-Chicobi, dans la municipalité régionale de comté (MRC) de l’Abitibi, dans la région administrative de l’Abitibi-Témiscamingue, dans la province de Québec, au Canada.
La foresterie constitue la principale activité économique du secteur ; les activités récréotouristiques, en second. La réserve écologique Chicobi est située à l'Ouest et au Sud-Ouest du lac.
Le bassin versant du lac Chicobi est accessible grâce au chemin du Lac Chicobi (rive Sud), à la route de Villemontel-Desboues (à l’Est) et la route 812 (à l’Ouest). La surface de la rivière est habituellement gelée de la début novembre à la fin d’avril, toutefois la circulation sécuritaire sur la glace se fait généralement de début de décembre à la mi-avril.

## Géographie
Ce lac qui ressemble à la lettre H couché, comporte une longueur de 8,4 km pour sa partie Sud, une longueur de 4,7 km pour sa partie Nord ; une largeur maximale de 4,4 km (à la hauteur du détroit reliant les deux parties du lac) et une altitude de 302 m.
Ce lac comporte deux parties séparées par une presqu’île s’avançant vers l’Est sur 4,1 km et un détroit d’une longueur de 2,1 km et d’une largeur de 0,5 km. Ce lac chevauche les cantons de Ligneris (partie Nord du lac, soit dans le 1er rang) et de Guyenne (partie Sud du lac, soit dans le 10e rang).
Les collines Chicobi (sommet : 414 m) et les collines Tanginan (sommet :435 m) sont situées au Sud-Ouest du lac.
La rivière Chicobi se déverse sur la rive Sud-Est du lac Chicobi que le courant traverse sur 6,8 km vers le Nord en contournant une presqu’île s’avançant vers l’Ouest. Ce lac est aussi traversé par le courant de la rivière Authier (venant de l’Ouest).
À partir de l’embouchure du lac Chicobi (située au Nord-Est), le courant emprunte la rivière Octave (rivière Harricana) vers le Nord-Est pour aller se déverser sur la rive Ouest de la rivière Harricana laquelle coule vers le Nord-Ouest, en traversant en Ontario pour se déverser sur la rive Sud de la Baie James.
L’embouchure de ce lac est localisé à :
- 32,8 km au Nord-Est du lac Macamic ;
- 33,3 km au Sud-Ouest de l’embouchure de la rivière Octave (rivière Harricana) ;
- 81,3 km au Nord-Est du centre-ville de Rouyn-Noranda ;
- 100 km au Nord-Ouest du centre-ville de Val d’Or[1].

Les principaux bassins versants voisins du lac Chicobi sont :
- côté nord : rivière Octave (rivière Harricana), rivière Wawagosic, rivière Harricana ;
- côté est : lac Obalski, rivière Davy, rivière Berry, rivière Harricana ;
- côté sud : rivière Chicobi, rivière Villemontel ;
- côté ouest : rivière Authier, lac Macamic, Petite rivière Bellefeuille, rivière Loïs, rivière Trudelle.

## Toponymie
D’origine amérindienne, le terme « Chicobi » signifie « branche de cèdre ». Dans le Nord-Ouest québécois, ce terme se réfère au lac, à la rivière, au territoire non organisé, à la réserve écologique, à une série de collines, à des rues et à un chemin.
Le toponyme "lac Chicobi" a été officialisé le 5 décembre 1968 par la Commission de toponymie du Québec lors de sa création.